# Божественная леди
«Божественная леди» (англ. The Divine Lady) — фильм, историческая драма Фрэнка Ллойда, за которую он был награждён премией «Оскар» за лучшую режиссуру (1928/1929 годы). Снят в США в 1929 году по роману Элизабет Луизы-Морсби «Божественная леди: роман Нельсона и Эммы Гамильтон».

## Сюжет
Одна из первых экранизаций крупных исторических событий Европы начала XIX века и происходившего на их фоне романа вице-адмирала Нельсона и Эммы Гамильтон.
Молодой дворянин Чарлз Гревиль (Кейт), к которому недавно в услужение прибыла простолюдинка Эмма (Гриффит), делает её любовницей, а позже знакомит со своим дядей лордом Гамильтоном (Уорнер). Несмотря на сомнительное прошлое девушки и всеобщее осуждение, стареющий сэр Уильям берёт Эмму в жёны. Благодаря красоте, обаянию и артистическому таланту она становится одной из самых известных дам Италии, где Гамильтон служит английским послом.
Леди Гамильтон знакомится с сорокалетним контр-адмиралом Горацио Нельсоном (Варкони). Тот, очарованный пением женщины, страстно влюбляется, вскоре она отвечает ему взаимностью. После победы британского флота над французской эскадрой в битве при Абукире Нельсона встречают в Лондоне с высшими почестями. Однако свет осуждает связь адмирала с Эммой Гамильтон. Ей запрещают сопровождать его на приём к королеве. Уязвлённые, любовники покидают Лондон и уезжают в небольшое поместье в пригороде. Спустя несколько лет Нельсон, вновь призванный командовать флотом, одерживает в Трафальгарском сражении важную победу над Испанией, но сам при этом погибает.

## В ролях
- Коринна Гриффит — леди Эмма Гамильтон
- Виктор Варкони — адмирал Нельсон
- Генри Б. Уорнер — сэр Уильям Гамильтон
- Ян Кейт — Чарлз Гревиль, племянник Гамильтона
- Мари Дресслер — миссис Харт, мать Эммы
- Монтегю Лав — капитан Харди
- Уильям Конклин — Ромни
- Михаил Вавич — король Фердинанд
- Дороти Камминг — Мария Каролина Австрийская
- Хелен Джером Эдди — леди Нельсон[англ.]

В титрах не указаны
- Джоан Беннетт — эпизод
- Грант Уитерс — офицер корабля Нельсона

## Художественные особенности
Фильм, созданный на грани зарождения звукового кинематографа, содержал музыкальные номера и акустические эффекты (особенно в морских сражениях), созданные по технологии «Витафон» (звуковое сопровождение записывается на отдельный диск для фонографа, а позже синхронизируется с изображением). Однако речь героев, их диалоги передавались, как и раньше, с использованием субтитров.

## Награды
Премию Оскар получил Фрэнк Ллойд, как лучший режиссёр. Кроме того, Коринна Гриффит была номинирована на Оскар за лучшую женскую роль, а Джон Зейтц — за лучшую операторскую работу.

## Критика
Член Ассоциации кинокритиков Лос-Анджелеса, профессор Эмануил Леви, сравнивая «Божественную леди» с «Леди Гамильтон» (1941 год), а игру Коринны Гриффит с Вивьен Ли, делает однозначный выбор в пользу второй картины:

Гриффит привлекательна, но в роли леди Эммы не убедительна. «Очень британский» лорд Нельсон — неподходящая роль для венгра Виктора Варкони. Обе эти звезды играют лишь вторую скрипку рядом с Мари Дресслер, которая овладевает этим шоу, в качестве амбициозной матушки Эммы.

## Факты
- Один из редких случаев, когда Оскар был вручен режиссёру за картину, которая не была номинирована на главную награду — лучший фильм года[3].
- Образы Эммы и английских аристократов, созданные в романе и фильме, являются художественным вымыслом и чрезвычайно романтизируют реальность, подтверждаемую историками и биографами[4]: Эмма Харт (в действительности — Эми Лайон) с подросткового возраста занималась проституцией, к 16 годам имела ребёнка. Позже легко меняла мужчин и открыто манипулировала ими. Социальное неприятие её обществом было в известной степени оправданно.